# Donji Vakuf
Donji Vakuf (letteralmente: «Vakuf di sotto», in contrapposizione alla vicina Gornji Vakuf – «Vakuf di sopra») è un comune della Federazione di Bosnia ed Erzegovina situato nel Cantone della Bosnia Centrale con 14.739 abitanti al censimento 2013.